# Baixa de Lisboa

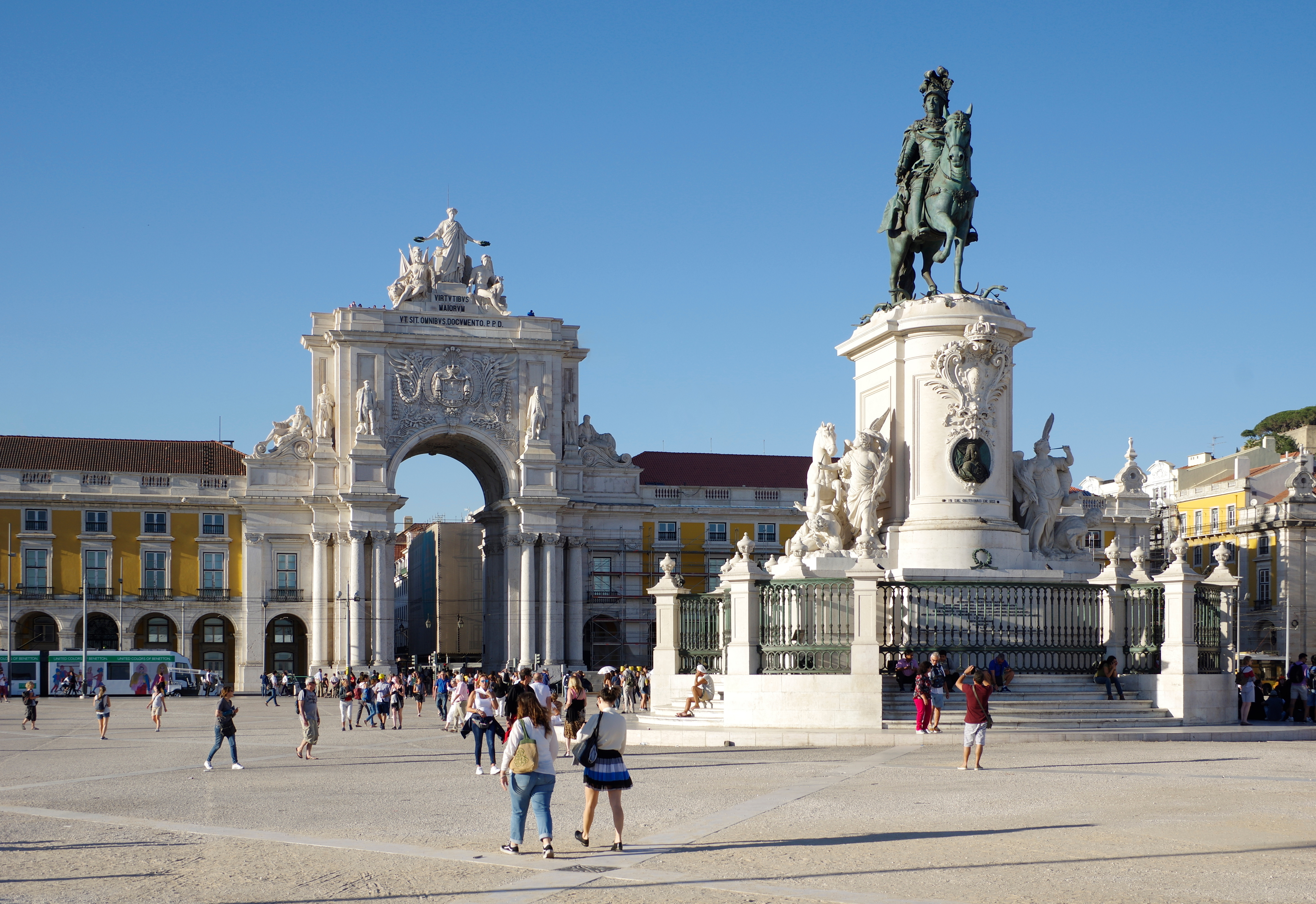
Terreiro do Paço

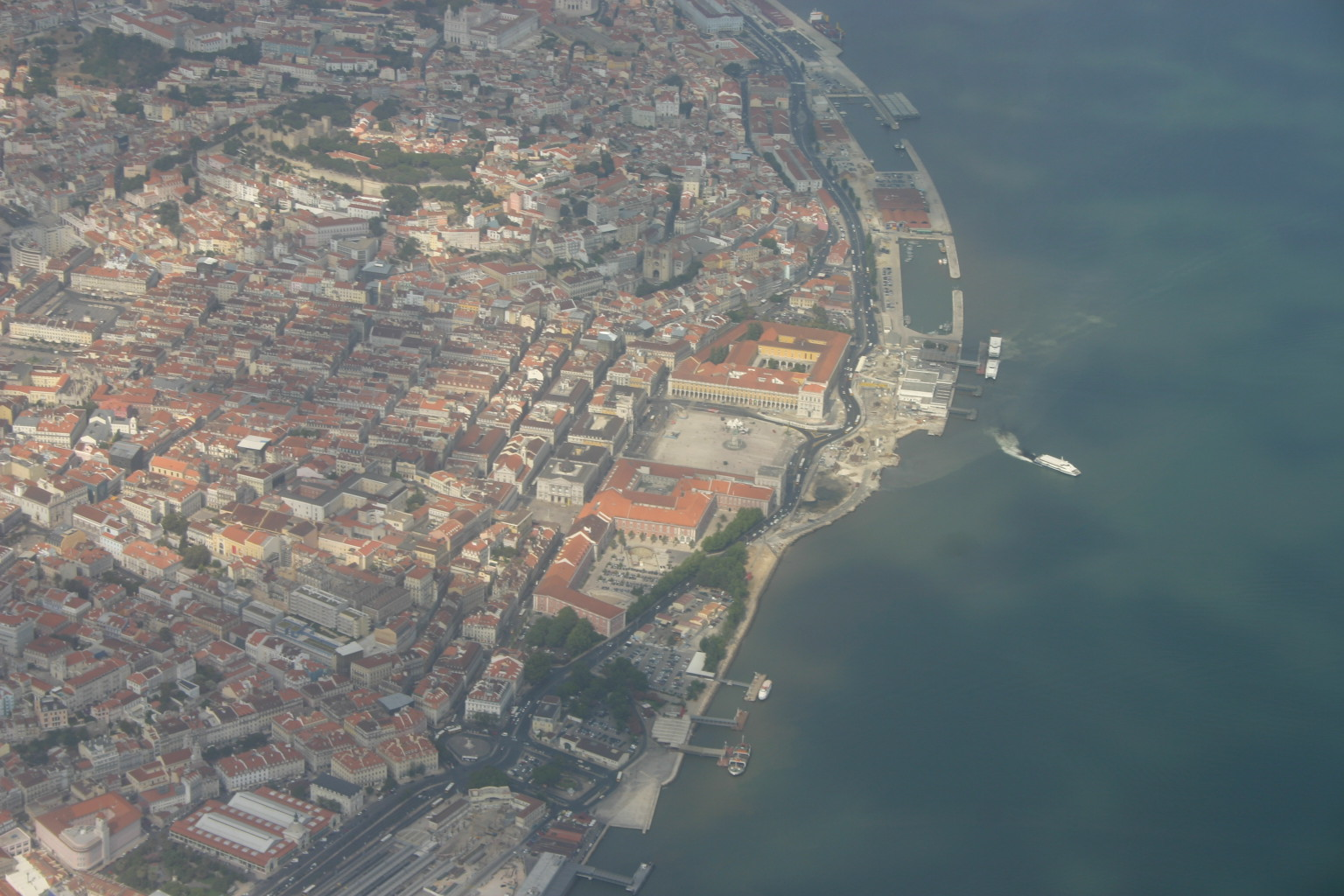
Vista geral da Baixa Pombalina.

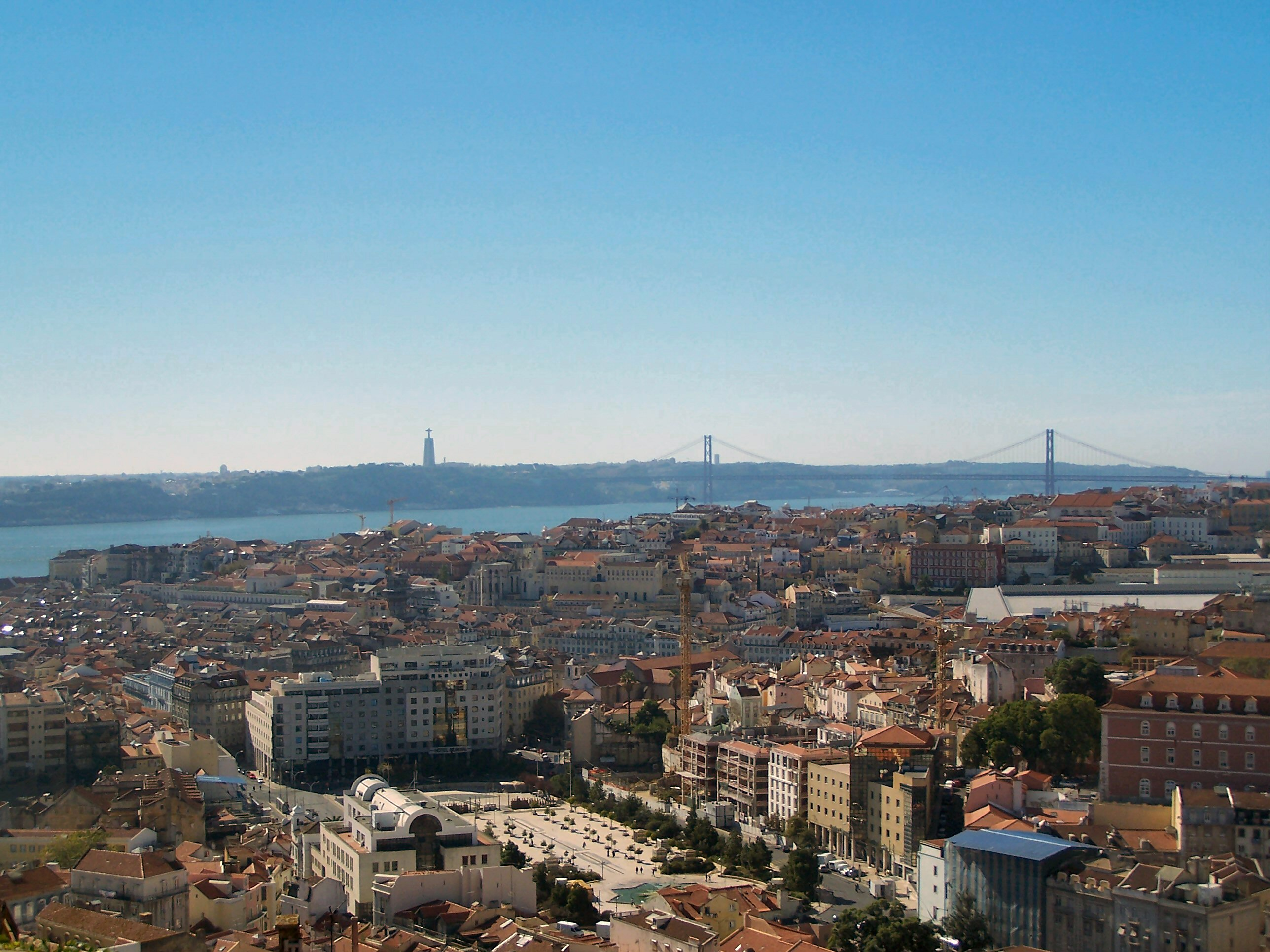
Vista panorâmica sobre a Baixa Pombalina desde o Miradouro da Senhora do Monte.

A baixa de Lisboa, também chamada Baixa Pombalina ou Lisboa Pombalina por ter sido edificada por ordem do Marquês de Pombal, na sequência do terramoto de 1755, cobrindo uma área de cerca de 255 ha. Situa-se entre o Terreiro do Paço, junto ao rio Tejo, Rossio e a Praça da Figueira, e longitudinalmente entre o Cais do Sodré, o Chiado e o Carmo, de um lado, e a Sé e a colina do Castelo de São Jorge, do outro.
A Baixa está totalmente integrada no território da freguesia de Santa Maria Maior.

## Urbanismo

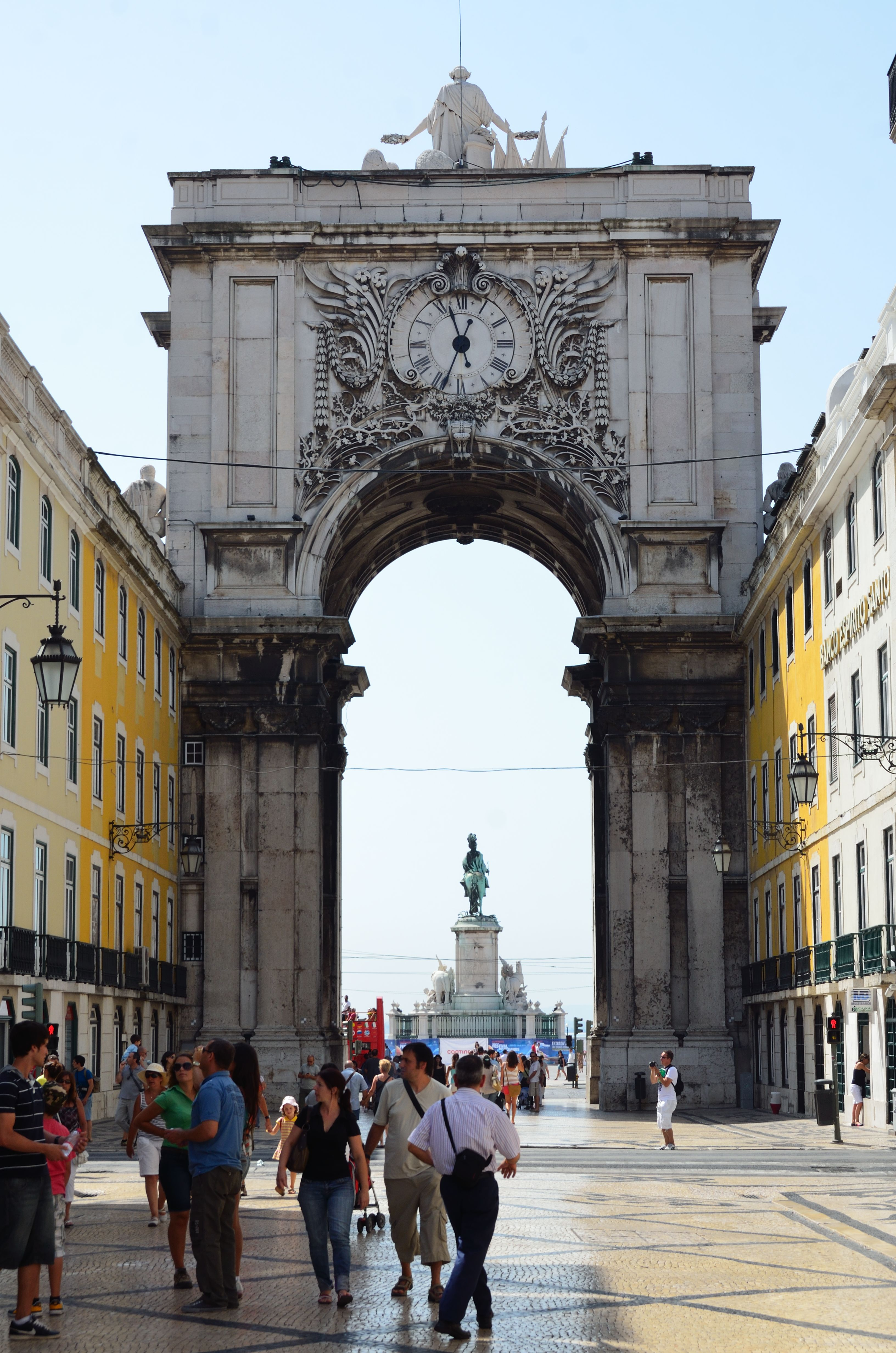
Rua Augusta.

A Baixa na estoria é formada por um conjunto de ruas rectas e perpendiculares organizadas para ambos os lados de um eixo central constituído pela Rua Augusta. Os edifícios têm uma arquitectura semelhante, com rés-do-chão comerciais e andares superiores para habitação. As dimensões de vãos e pés-direitos eram uniformes, o que permitiu a construção mais rápida com recurso a elementos pré-fabricados, como é o caso das cantarias das janelas de dois únicos tipos — um para as fachadas das ruas principais e outro para as fachadas das ruas secundárias. Dentro dos edifícios, as casas mais pequenas eram situadas nos andares mais baixos — habitadas por norma pelos proprietários do comercio situado no seu rés-do-chão — e as maiores nos andares mais altos — reservadas ás famílias mais nobres. A Baixa Pombalina caracteriza-se também pela monumentalidade dos seus edifícios, representativos de uma nova ordem social que valoriza a classe comerciante e financeira.
As fundações dos edifícios assentam sobre estacaria em pinho verde, cravada em terrenos de aluvião abaixo do nível freático, servindo de embasamento para os alicerces. Ao nível das lojas, as salas são abobadadas com tijoleira e rematadas por arcos de cantaria. Os andares superiores foram construídos com uma das particularidades notáveis das estruturas pombalinas, a designada gaiola pombalina, uma estrutura interior de madeira com travamento, projectada para distribuir as forças sísmicas.
É um dos primeiros exemplos de construção antissísmica. Os modelos arquitectónicos foram testados com a utilização de tropas em marcha para simular um terramoto.
Para a prevenção e combate aos incêndios, todos os quarteirões tinham poços de água nos saguões e as paredes entre os edifícios eram mais altas que o telhado para prevenir a progressão do fogo (paredes corta-fogo).
A Baixa dispôs da primeira verdadeira rede de esgotos domésticos, dando para colectores subterrâneos sob as ruas.
Foi apreciada como candidata portuguesa à lista de Património Mundial em 7 de dezembro de 2004, declarando-a superior às áreas planeadas em Edimburgo, Turim e Londres; inclusivamente, a inscrição alega que os planos da reconstrução de Londres após o Grande Incêndio "não implementa princípios gerais" tais como os conseguidos na zona pombalina.

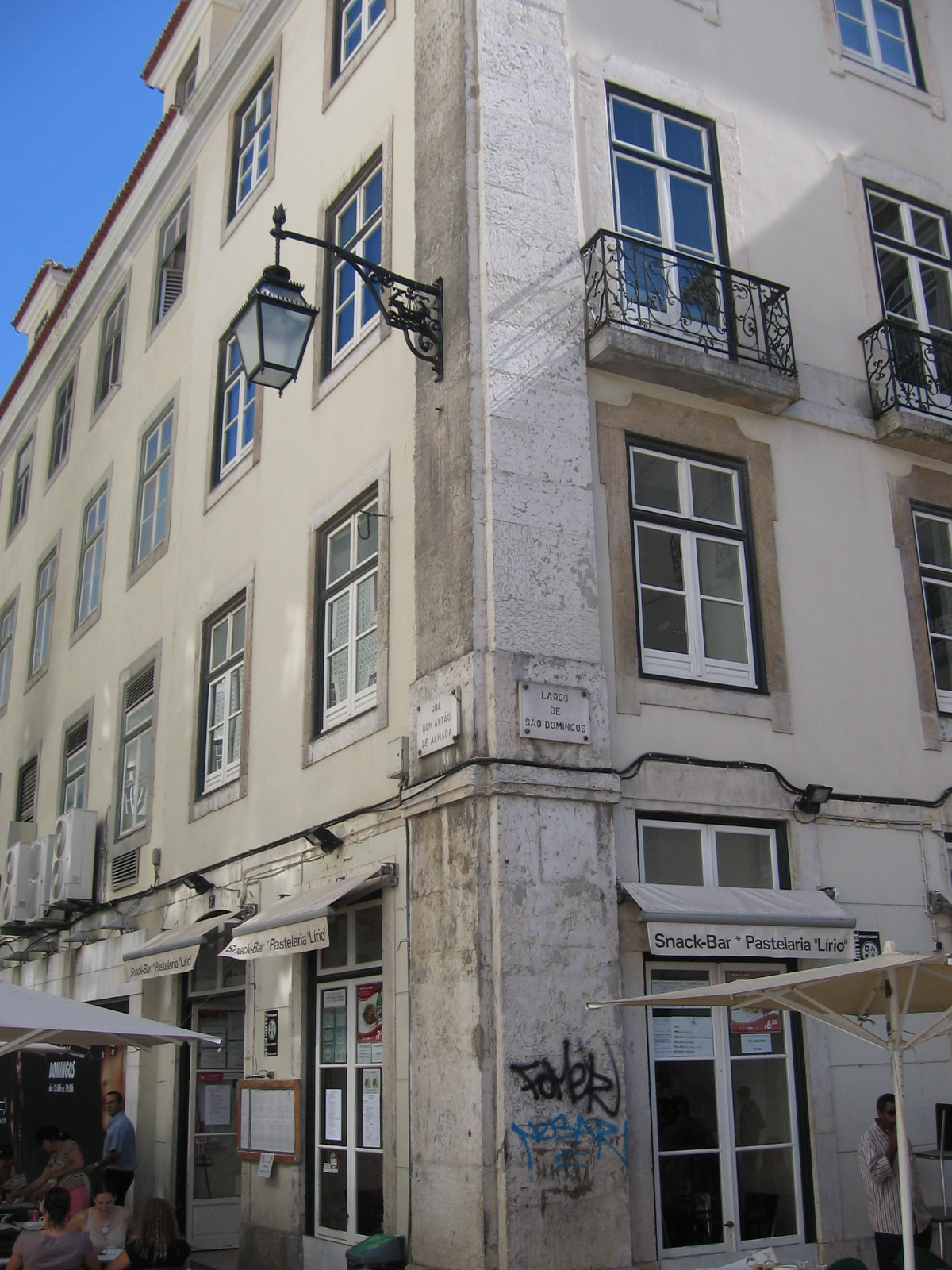
Prédio com fachadas para rua principal e rua secundária
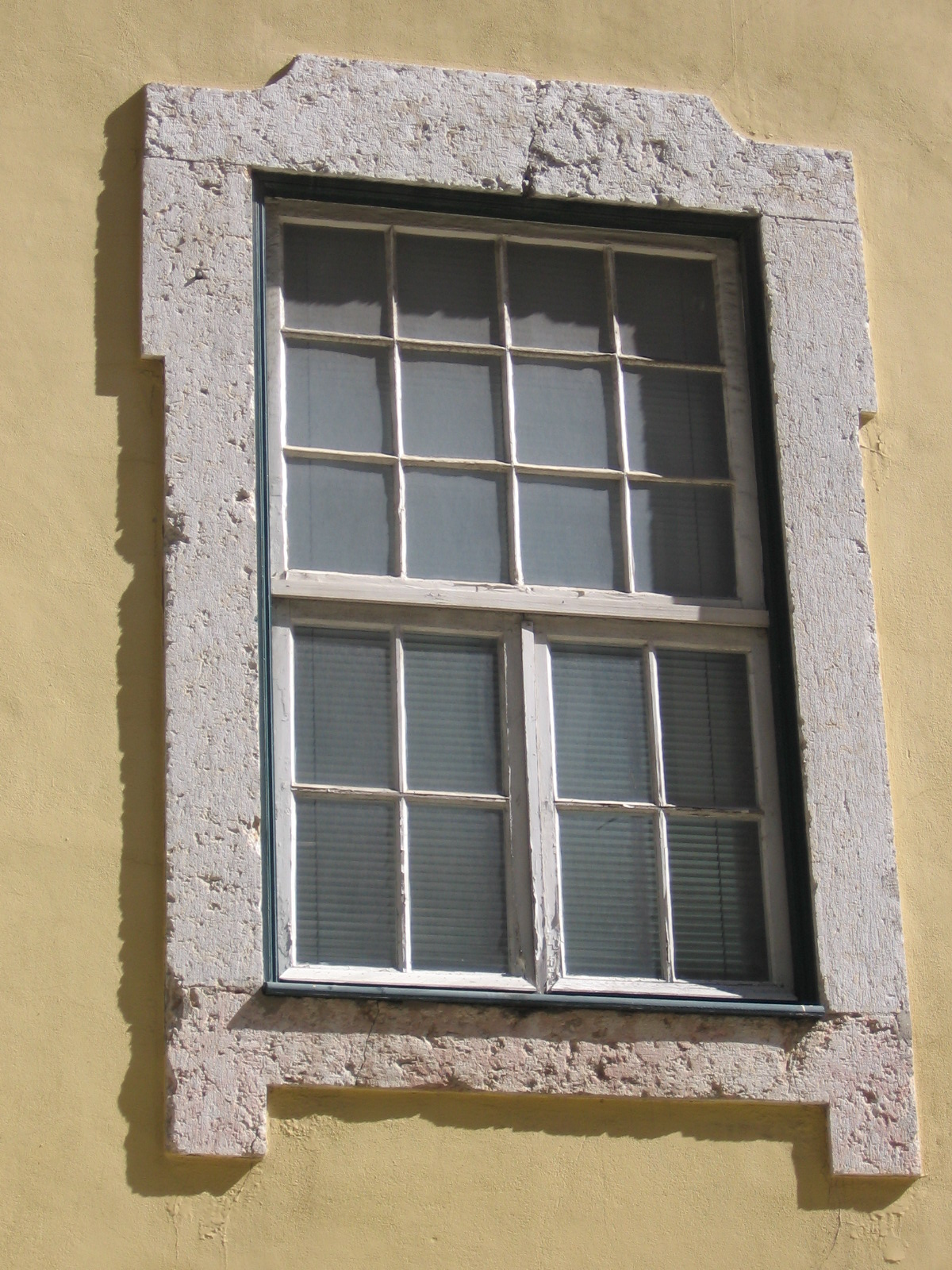
Cantaria de janela de rua principal
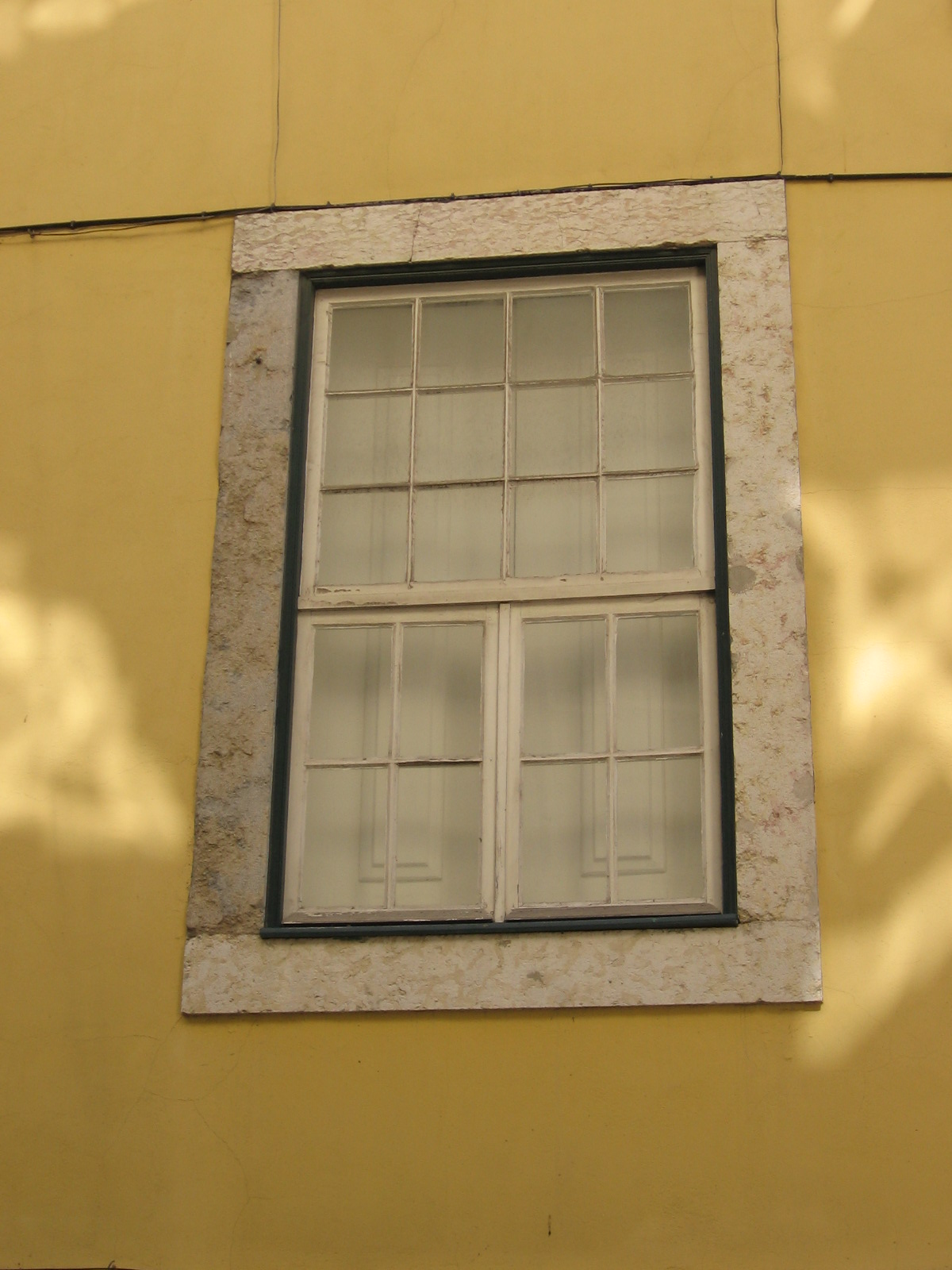
Cantaria de janela de rua secundária

## Geomorfologia
A parte central da Baixa corresponde à zona aplanada resultante do enchimento aluvionar do antigo esteiro do Tejo, onde desaguavam as (agora encanadas) ribeiras do Vale Pereiro e de Arroios. Ao enchimento aluvionar somou-se o aterro realizado com o entulho das ruínas e demolições da cidade pré-terramoto, elevando o nível médio da Baixa em mais de um metro.

## Arqueologia
No tempo dos romanos o esteiro era o centro de actividades portuárias, de salga de peixe e de produção de garum.
As diferentes fases de evolução do esteiro e da ocupação da Baixa podem ser percebidas no Núcleo Arqueológico da Rua dos Correeiros da Fundação Millennium bcp.

## Candidatura a Património Mundial da UNESCO
Em 2023, a Câmara Municipal de Lisboa formalizou a candidatura da Baixa Pombalina a Património Mundial, com o pedido junto da Comissão Nacional da UNESCO, realçando a "excecionalidade desta zona histórica".